# Robert Rauh
Robert Rauh (* 1967 in Berlin) ist ein deutscher Autor, Herausgeber, Moderator und Lehrer.

## Leben
Rauh studierte von 1988 bis 1991 Archivwissenschaften bei Botho Brachmann an der Humboldt-Universität zu Berlin und von 1991 bis 1996 Geschichte und Germanistik an der Freien Universität Berlin. Bevor er 2001 in den Schuldienst wechselte, war Rauh als Lehrgangsleiter an der DEKRA-Akademie und als Fachreferent für Gesellschaftswissenschaften im Cornelsen Verlag tätig. Seit 2001 arbeitet er in Berlin als Lehrer für Geschichte, Politik und Deutsch und seit 2008 als Fachseminarleiter Geschichte am 2. Schulpraktischen Seminar. Robert Rauh ist Autor und Herausgeber von Geschichtslehrwerken.
2013 wurde Robert Rauh mit dem Deutschen Lehrerpreis ausgezeichnet. Er nutzte die mediale Aufmerksamkeit, um mit einem „Aufruf für eine notwendige und realisierbare Schulreform“ sowie mit „Thesen für eine Reform der Lehrerausbildung“ an die Öffentlichkeit zu gehen. Zuletzt erneuerte er seine Forderungen in einem Fünf-Punkte-Programm für ein modernes Bildungssystem.
Darüber hinaus plädiert Rauh seit Jahren für die Abschaffung des Bildungsföderalismus und schlägt stattdessen ein alternatives Modell vor.
Im Schloss Schönhausen (Berlin-Pankow) konzipierte er zur Eröffnung der Hohenzollern-Residenz als Museumsschloss im Jahr 2009 die Dauerausstellung zur Geschichte des Schlosses in der DDR. 2023 kuratierte er gemeinsam mit Gabriele Radecke die Wanderausstellung Fontane on Tour - Skizzen und Notizen aus dem Havelland in der Kulturkirche Petzow am Schwielowsee, die vom Brandenburger Kulturministerium, vom Landkreis Potsdam-Mittelmark und von der Stadt Werder gefördert wurde. In Brandenburg appelliert er zusammen mit Gabriele Radecke seit Jahren für den Erhalt der märkischen Dichterhäuser.
Darüber hinaus moderierte Rauh von 2011 bis 2019 die „Pankower Schlossgespräche“ im Schloss Schönhausen (Berlin-Pankow) mit Prominenten aus Kultur, Politik und Sport. Seit 2022 moderiert er den „Kulturtalk“ an wechselnden Orten.
Seit 2017 ist Rauh „ein kundiger Quereinsteiger unter den jüngeren Fontane-Adepten“, der sich Fontanes Werk „vor allem unter topografischen Gesichtspunkten nähert“. Dafür nutzte er auch die erstmals vollständig edierten Notizbücher Fontanes.
Zusammen mit Gabriele Radecke betreibt er das Internet-Portal FONTANE ONLINE, das erstmals die im Internet verfügbaren Informationen und Medien zu Fontanes relevanten Werken virtuell zusammenführt und die Recherche erleichtert.

## Veröffentlichungen

### Lehrwerke
- Kursbuch Geschichte. Neue Ausgabe. Von der Antike bis zur Gegenwart. Cornelsen Verlag, 2009, ISBN 978-3-06-064736-1.
- Methodentrainer Geschichte. Quellenarbeit – Arbeitstechniken – Klausurentraining. Cornelsen Verlag, 2010, ISBN 978-3-06-064938-9.
- Grundwissen Geschichte. Sekundarstufe II. Cornelsen Verlag, 2011, ISBN 978-3-06-064182-6.
- Kurshefte Geschichte. Spanischer Kolonialismus. Cornelsen Verlag, 2011, ISBN 978-3-06-064201-4.
- Kursbuch Geschichte. Nordrhein-Westfalen. Einführungsphase. Cornelsen Verlag, 2014, ISBN 978-3-06-064443-8.
- Kursbuch Geschichte. Nordrhein-Westfalen. Qualifikationsphase. Cornelsen Verlag, 2015, ISBN 978-3-06-064445-2.
- Forum Geschichte Berlin-Brandenburg. Vom Mittelalter bis zum 19. Jahrhundert. Cornelsen Verlag, 2017, ISBN 978-3-06-064725-5.
- Forum Geschichte Berlin-Brandenburg. Vom Ersten Weltkrieg bis zur Gegenwart. Cornelsen Verlag, 2018, ISBN 978-3-06-064726-2.
- Geschichte kompetent unterrichten. Wochenschau Verlag, 2018, ISBN 978-3-7344-0615-7.
- Kursbuch Geschichte. Neue Allgemeine Ausgabe. Von der Antike bis zur Gegenwart. Cornelsen Verlag, 2020, ISBN 978-3-06-065842-8.

### Sachbücher
- Schule, setzen, sechs. Von Lehrern und Eltern, die trotzdem nicht verzweifeln. Kösel-Verlag, München 2015, ISBN 978-3-466-31053-1.
- Zus. m. Erik Lorenz: Fontanes Fünf Schlösser. Alte und neue Geschichten aus der Mark Brandenburg. be.bra verlag, Berlin 2017, ISBN 978-3-86124-701-2.
- Fontanes Frauen. Fünf Orte – fünf Schicksale – fünf Geschichten. be.bra verlag, Berlin 2018, ISBN 978-3-86124-716-6.
- Fontanes Ruppiner Land. Neue Wanderungen durch die Mark Brandenburg. be.bra verlag, Berlin 2019, ISBN 978-3-86124-723-4.
- Zus. m. Gabriele Radecke (Hrsg.): Theodor Fontane: Wundersame Frauen. Weibliche Lebensbilder aus den „Wanderungen durch die Mark Brandenburg“. Manesse, München 2019, ISBN 978-3-7175-2500-4.
- Zus. m. Gabriele Radecke: Fontanes Kriegsgefangenschaft. Wie der Dichter in Frankreich dem Tod entging. Be.bra Verlag, Berlin 2020, ISBN 978-3-86124-740-1.
- „Die Mauer war doch richtig!“ Warum so viele DDR-Bürger den Mauerbau widerstandslos hinnahmen. Be.bra Verlag, Berlin 2021, ISBN 978-3-89809-193-0.
- Zus. m. Gabriele Radecke: Fontanes Havelland. Neue Wanderungen durch die Mark Brandenburg. Berlin 2023, ISBN 978-3-89809-222-7.
- Fontanes Rheinsberg. Be.bra Verlag, Berlin 2024, ISBN 978-3-8148-0311-1.

### Beiträge in Zeitungen (Auswahl)

#### Fontanes vergessene Orte
Zus. m. Gabriele Radecke: Fontanes vergessene Orte. Achtteilige Serie in der Märkischen Allgemeinen Zeitung. Übersicht aller Teile in:
- Folge 8 Der Dichter und die schöne Sabine. 28. Mai 2019.

#### Wandern nach Notizen
Zus. m. Gabriele Radecke: Wandern nach Fontanes Notizen. 19-teilige Serie in der Märkischen Allgemeinen Zeitung. Übersicht aller Teile in:
- Folge 19 Fontane fand in Neuruppin mehr als nur Langeweile. 8. Oktober 2019.

#### Fontanes Berliner Notizen
Zus. m. Gabriele Radecke: Fontanes Berliner Notizen. Fünfteilige Serie in der Berliner Zeitung über Buch, Schloss Monbijou, Pfaueninsel, Weißensee und Köpenick.
- Folge 5 Die verschollene Apotheose für den Alten Fritz. 30. Dezember 2019.

#### Fontanes Havelland
Zus. m. Gabriele Radecke: Fontanes Havelland`. Sechsteilige Serie im Tagesspiegel über Plaue, Marquardt, Paretz, Petzow, Uetz und Wust.
- Folge 6 Zweifel in Wust. 2. Juni 2023.

#### Weitere Zeitungsbeiträge
- Zus. m. Gabriele Radecke: Spurensuche im Bucher Schlosspark. In: Märkische Oderzeitung, 29. Februar 2020.
- Zus. m. Gabriele Radecke: Fontanes Strausberger Reise. In: Märkische Oderzeitung, 14. März 2020.
- Sorge um Stechlinsee. In: Der Tagesspiegel, 14. November 2020.
- Zus. m. Gabriele Radecke: Miststücke von Büchern. Wie Franz Fühmann Fontanes Spuren verlor. In: Berliner Zeitung, 15. Januar 2022.
- Zus. m. Gabriele Radecke: Sehnsuchtsort, von Fontane verachtet. Das Geheimnis des Klosters Chorin. In: Berliner Zeitung, 16. Juni 2022.
- Zus. m. Gabriele Radecke: Zum 200. Geburtstag von Wilhelm Gentz am 3. Dezember 2022 veröffentlicht: „Bilder und Bananen. Zu Tisch mit Wilhelm Gentz und Theodor Fontane“. In: Märkische Oderzeitung, 3./4. Dezember 2022.
- Zus. m. Gabriele Radecke: Der Gefühlsrevolutionär. Fontane und die Revolution von 1848. In: Märkische Oderzeitung, 17. März 2023.